# Bande di frequenze UMTS
Le bande di frequenze UMTS sono le bande designate per l'esercizio del sistema UMTS / HSDPA / HSUPA.

## UMTS-FDD
L'UMTS-FDD è progettato per operare nelle seguenti coppie di bande separate:
| Operating Band | Frequency Band  | UL Frequencies UE transmit (MHz) | DL Frequencies UE receive (MHz) | Channel Number (UARFCN) UL | Channel Number (UARFCN) DL |
| -------------- | --------------- | -------------------------------- | ------------------------------- | -------------------------- | -------------------------- |
| I              | 2100            | 1920 - 1980                      | 2110 - 2170                     | 9612 - 9888                | 10562 - 10838              |
| II             | 1900            | 1850 - 1910                      | 1930 - 1990                     | 9262 - 9538                | 9662 - 9938                |
| III            | 1800            | 1710 - 1785                      | 1805 - 1880                     | 937 - 1288                 | 1162 - 1513                |
| IV             | 1700            | 1710 - 1755                      | 2110 - 2155                     | 1312 - 1513                | 1537 - 1738                |
| V              | 850             | 824 - 849                        | 869 - 894                       | 4132 - 4233                | 4357 - 4458                |
| VI             | 850 - (800 USA) | 830 - 840                        | 875 - 885                       | 4162 - 4188                | 4387 - 4413                |
| VII            | 2600            | 2500 - 2570                      | 2620 - 2690                     | 2012 - 2338                | 2237 - 2563                |
| VIII           | 900             | 880 - 915                        | 925 - 960                       | 2712 - 2863                | 2937 - 3088                |
| IX             | 1800            | 1749,9 - 1784,9                  | 1844,9 - 1879,9                 | 8762 - 8912                | 9237 - 9387                |
| X              | 1700            | 1710 - 1770                      | 2110 - 2170                     | 2887 - 3163                | 3112 - 3388                |
| XX *LTE        | 800             | 832 – 862                        | 791 – 821                       | -                          | -                          |

L'utilizzo di diverse bande di frequenza non è precluso.

## UMTS-TDD
L'UMTS-TDD è progettato per operare nelle seguenti bande:
| Frequencies (MHz) | Channel Number (UARFCN) |
| ----------------- | ----------------------- |
| 1900 - 1920       | 9512 - 9588             |
| 2010 - 2025       | 10062 - 10113           |
| 1850 - 1910       | 9262 - 9538             |
| 1930 - 1990       | 9662 - 9938             |
| 1910 - 1930       | 9562 - 9638             |
| 2570 - 2620       | 12862 - 13088           |

L'utilizzo di diverse bande di frequenza non è precluso.

## Bande UMTS/HSDPA/HSUPA assegnate
- Band I (W-CDMA 2100) in Europa e Asia (Brasile e Canada impiegheranno anche il W-CDMA 2100)
- Band IV (W-CDMA 1700 or Advanced Wireless Services) negli Stati Uniti (T-Mobile)
- Band V (W-CDMA 850) in Australia (Telstra NextG), Brasile (Telemig Celular and Claro) e Canada (Rogers Wireless)
- Band VIII (W-CDMA 900) in Europa (Elisa Oyj)
- 1900 / 850 (indipendentemente sia per uplink che downlink) negli Stati Uniti (AT&T Mobility)